# Megachile alpigena
Megachile alpigena là một loài Hymenoptera trong họ Megachilidae. Loài này được Friese mô tả khoa học năm 1925.